# Wieża widokowa na Cergowej
Wieża widokowa na Cergowej – turystyczna wieża widokowa zbudowana w 2018 na szczycie Cergowej (716,4 m), zalesionego wierzchołka Beskidu Dukielskiego w Beskidzie Niskim. 

## Opis
Wieżę wybudowano w 2018 z inicjatywy gminy Dukla. Oficjalne otwarcie nastąpiło 27 października 2018. 
Jest to zwężająca się ku górze budowla konstrukcji drewnianej, składająca się z przyziemia o wymiarach 9,5 x 9,5 m, trzech poziomów pośrednich z miejscami stojącymi oraz platformą widokową z miejscami siedzącymi. Platformę widokową przykryto gontowym dachem wielospadowym. Całkowita wysokość wieży wynosi 22 m. Obiekt nawiązuje kształtem i proporcjami elewacji do tradycyjnych tak zwanych kanadyjskich wież wiertniczych charakterystycznych dla krajobrazu Podkarpacia na przełomie XIX i XX w.. 
To nawiązanie nie jest trafne. Kształt wieży wynika z zapisów Miejscowego Planu Zagospodarowania Przestrzennego - na szczycie góry pierwotnie miał stanąć krzyż i dlatego autor koncepcji i współautor konstrukcji wieży przyjął schemat budowy wieży kościołów drewnianych z izbicą jako optymalny dla tej budowli. Ze względów formalnych na izbicy zabudowano uskokowy dach. Stąd elewacja  wieży ma kształt  zdeformowanego krzyża, podobnie jak rzut głównej platformy widokowej.
Po dwóch latach użytkowania obiektu, w celu poprawy widoczności, zdecydowano się na prace modernizacyjne, które obejmowały budowę dodatkowej platformy pomiędzy ostatnią kondygnacją wieży, a dachem. Od 18 grudnia 2020 roku turyści mogą wspiąć się o cztery metry wyżej, dzięki czemu widoczna jest panorama Beskidu Niskiego, którą wcześniej przysłaniały wysokie drzewa.
Z wieży roztacza się rozległy widok obejmujący: oprócz Dukielszczyzny także Beskid Niski, Bieszczady, Beskid Sądecki, Gorce, Pogórze Karpackie z Dołami Jasielsko-Sanockimi, Karpaty Słowackie oraz Tatry.

## Galeria

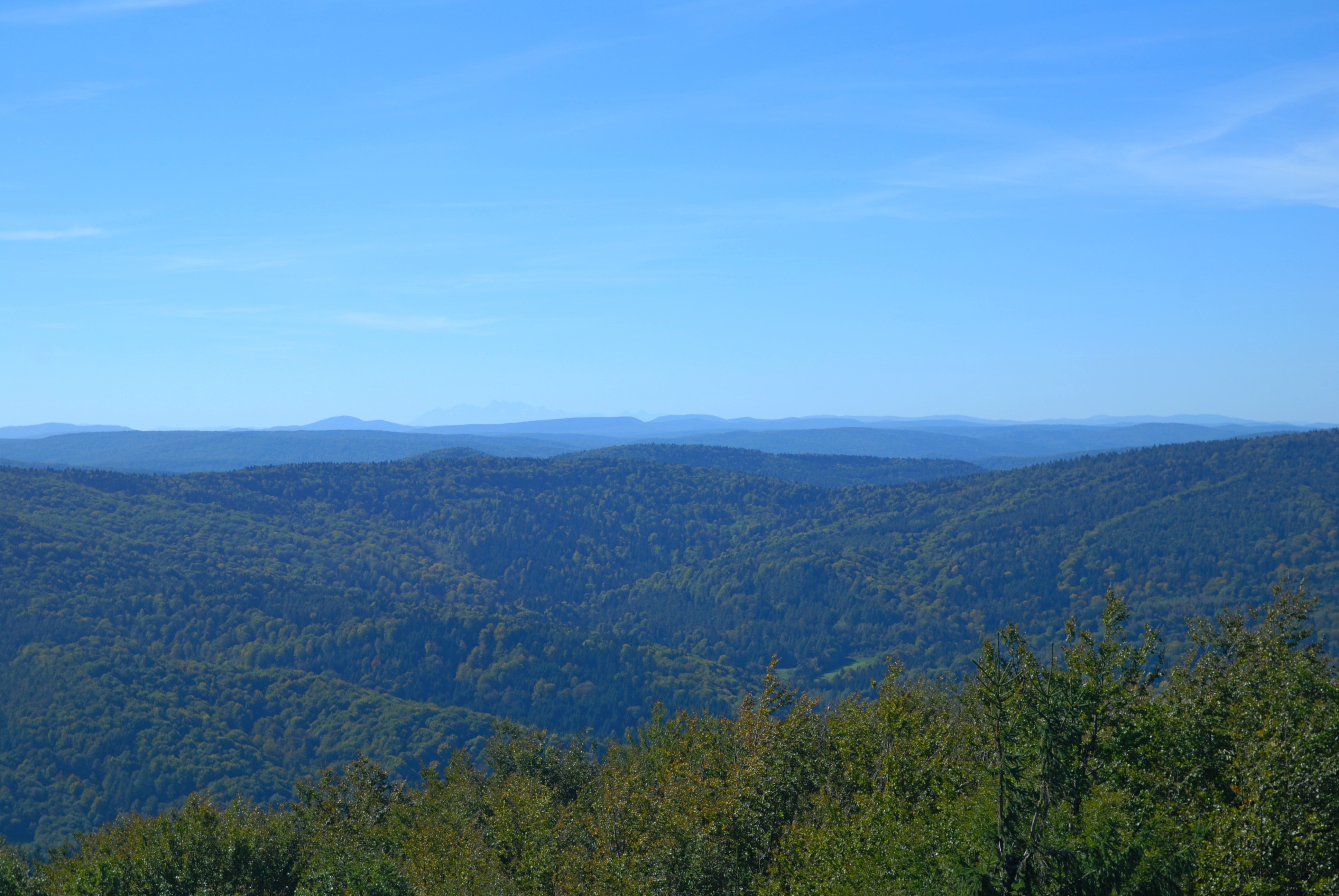
Widok z wieży w kierunku zachodnim, na Tatry
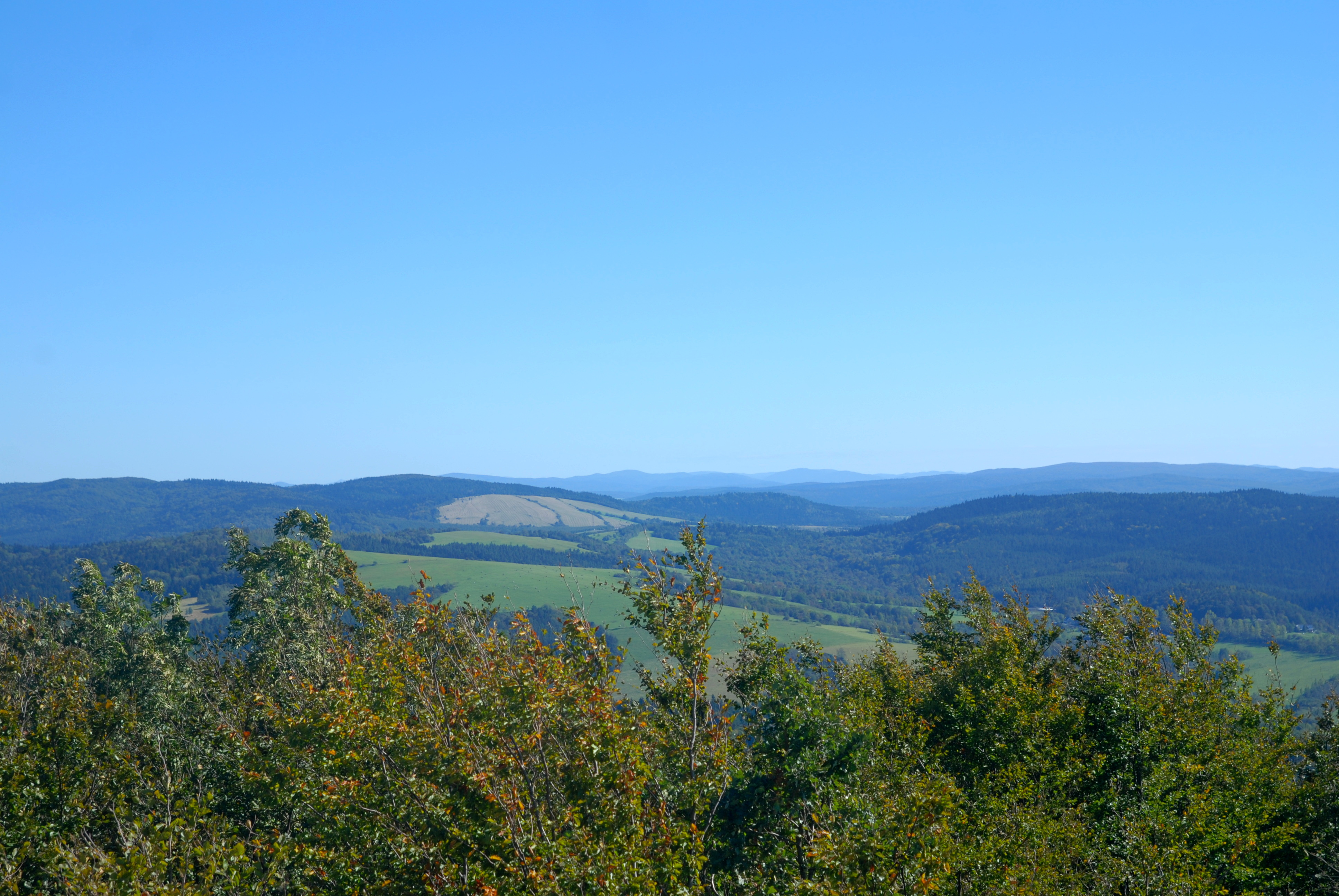
Widok z wieży w kierunku wschodnim
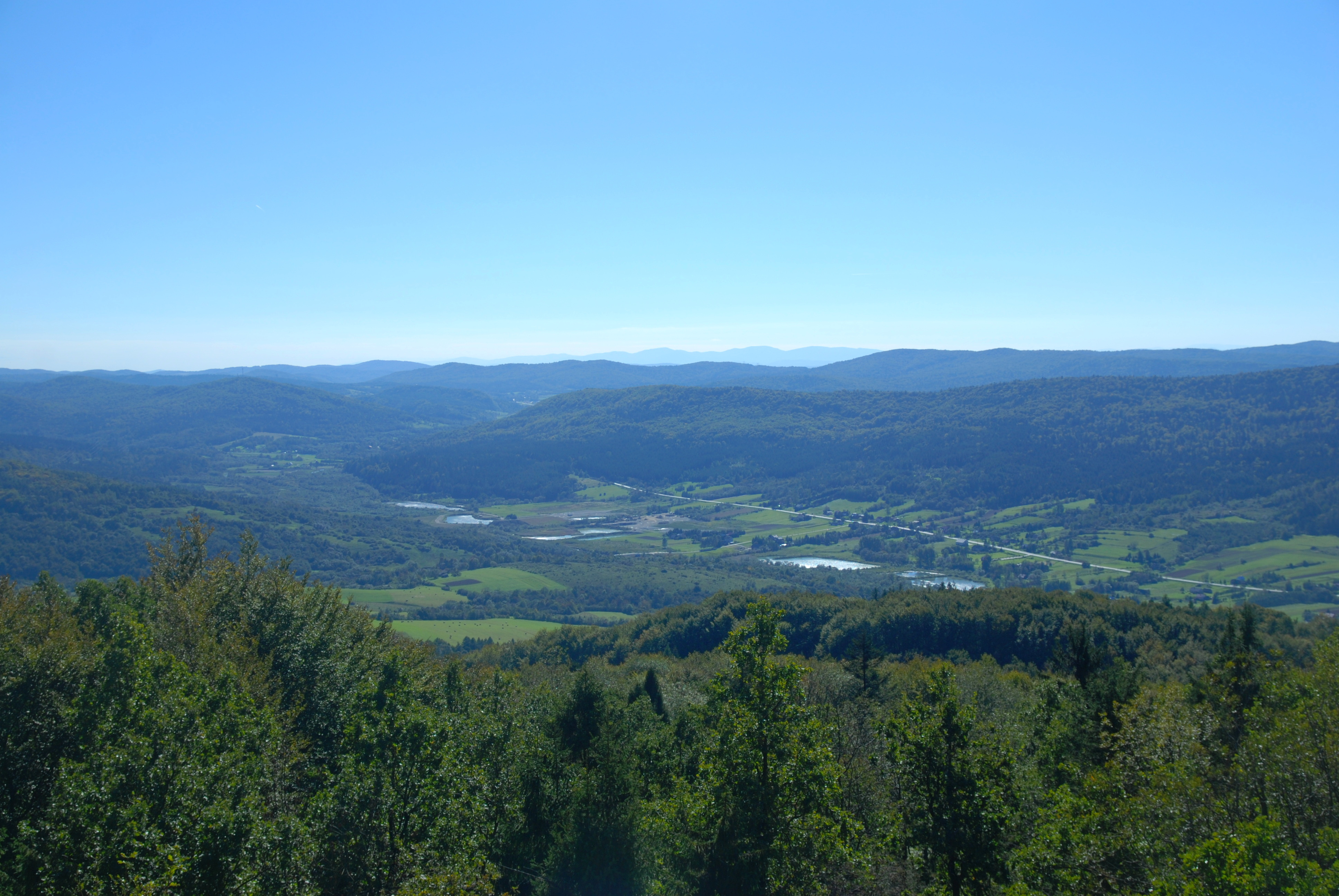
Widok z wieży w kierunku południowym